# Hans Cornelius

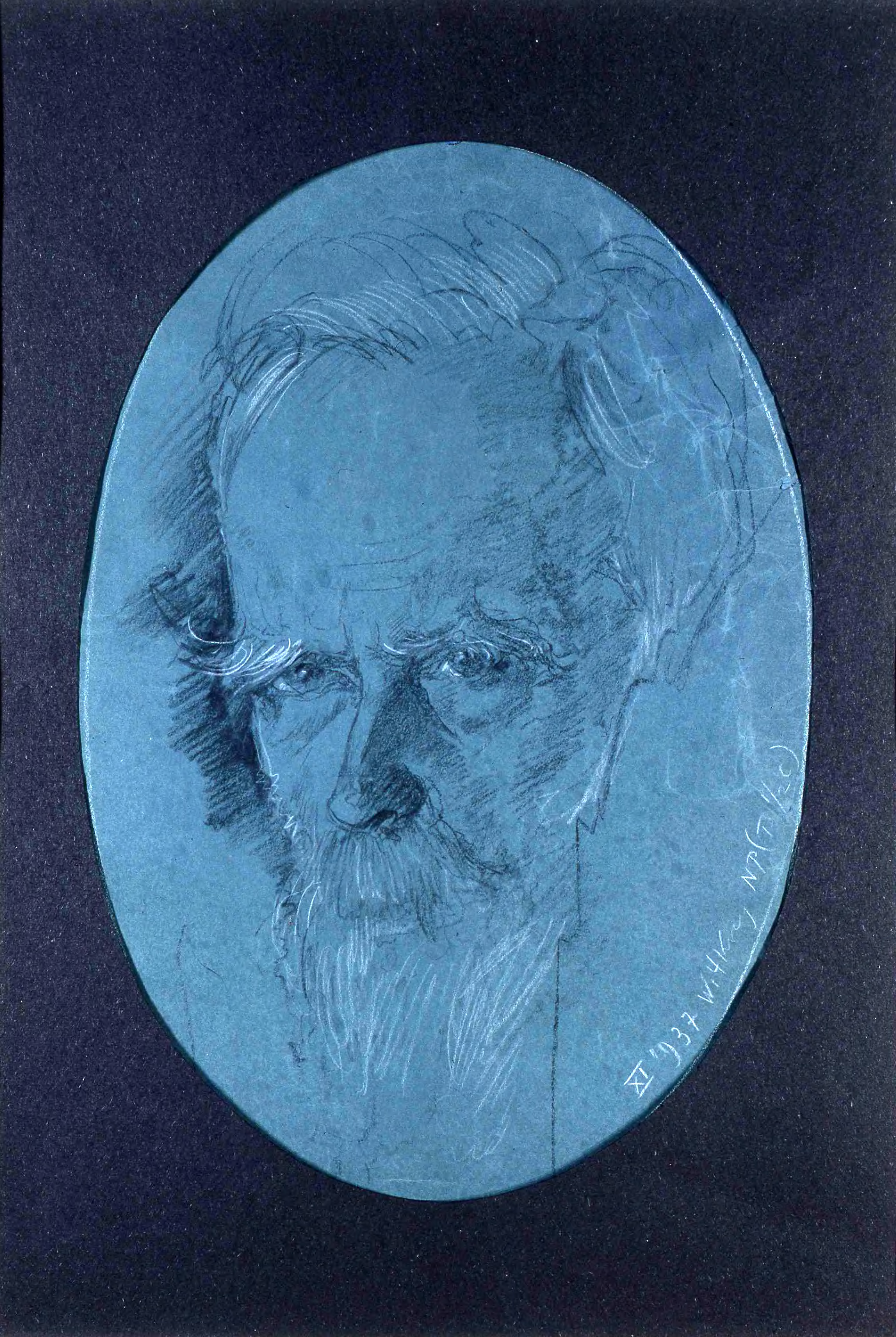
Hans Cornelius

Johannes Wilhelm Cornelius (27 de setembro de 1863 - 23 de agosto de 1947) foi um filósofo neokantiano alemão.

## Vida
Nascido em Munique, ele originalmente estudou matemática, física e química, graduando-se com um Ph.D. em 1886, antes de se voltar para a filosofia. Em 1894, ele se habilitou em filosofia e posteriormente ocupou um cargo em filosofia na Universidade de Munique (até 1903 como Privatdozent). Em 1910, Cornelius mudou-se como professor titular para a Akademie für Sozialwissenschaften, que quatro anos depois se tornaria um departamento da recém-fundada Universidade de Frankfurt. Entre seus alunos em Frankfurt estavam Max Horkheimer e Theodor Adorno.
Seu trabalho foi influenciado pelo psicólogo Max Wertheimer.
Cornelius, que foi um oponente consistente da Primeira Guerra Mundial, ingressou no Partido Social Democrata da Alemanha (SPD) em 1918 e, na década de 1920, promoveu o plano de uma confederação europeia. Ele apoiou a ideia de uma Liga das Nações em seu artigo Völkerbund und Dauerfriede (1919).
Hans Cornelius casou-se com Emilie (Mia) von Dessauer (1862–1946), filha de Heinrich von Dessauer (1830–1879), médico e fundador do hospital alemão em Valparaíso, em 1887; Ingeborg Karlson (1894–1924), de Liljeholmen, perto de Estocolmo, em 1915, em seu segundo casamento; e Friedrike Rosenthal, viúvo Reissner (1886-1939), em 1925, em seu terceiro casamento. Em 1941 ele entrou em um quarto casamento com Hedwig Krämer, viúva Drechsel (nascido em 1896). Quatro filhos vieram do primeiro casamento: o geólogo posterior Hans Peter Cornelius (1888-1950), Wolfgang (nascido em 1890), Friedrich (1893-1976) e Evi (nascido em 1894). O segundo casamento resultou em dois filhos, Yngor [Yngve] (nascido em 1921) e Hans Wolfgang Amadeus (1923-2013).
Cornelius se aposentou em 1928. Ele morreu em 1947 em Gräfelfing.